# Montejo de la Vega de la Serrezuela
Montejo de la Vega de la Serrezuela é um município da Espanha na província de Segóvia, comunidade autónoma de Castela e Leão, de área 27,85 km² com população de 171 habitantes (2007) e densidade populacional de 6,83 hab/km².

## Demografia
| Variação demográfica do município entre 1991 e 2004 | Variação demográfica do município entre 1991 e 2004 | Variação demográfica do município entre 1991 e 2004 | Variação demográfica do município entre 1991 e 2004 |
| --------------------------------------------------- | --------------------------------------------------- | --------------------------------------------------- | --------------------------------------------------- |
| 1991                                                | 1996                                                | 2001                                                | 2004                                                |
| 213                                                 | 209                                                 | 194                                                 | 188                                                 |